# Liste des édifices labellisés « Patrimoine du XXe siècle » de l'Aube
La liste des édifices labellisés « Patrimoine du XXe siècle » de l'Aube recense de manière exhaustive les édifices disposant du label officiel français « Patrimoine du XXe siècle » situés dans le département français de l'Aube. Chacun de ces édifices est accompagné de sa notice sur la base Mérimée et de sa date de labellisation

## Liste
| Monument                                 | Commune           | Adresse                         | Coordonnées                      | Notice         | Date | Illustration                             |
| ---------------------------------------- | ----------------- | ------------------------------- | -------------------------------- | -------------- | ---- | ---------------------------------------- |
| Église Sainte-Agnès de Fontaine-les-Grès | Fontaine-les-Grès |                                 | 48° 25′ 38″ nord, 3° 55′ 02″ est | « PA10000027 » | 2010 | Église Sainte-Agnès de Fontaine-les-Grès |
| Hôtel de ville de Sainte-Savine          | Sainte-Savine     | Général-Gallieni (avenue du) 70 | 48° 17′ 28″ nord, 4° 00′ 57″ est | « PA10000024 » | 2007 | Hôtel de ville de Sainte-Savine          |
| Cirque municipal de Troyes               | Troyes            | Gambetta (boulevard)            | 48° 18′ 01″ nord, 4° 04′ 31″ est | « PA00078252 » | 1975 | Cirque municipal de Troyes               |
| Église Notre-Dame des Trévois            | Troyes            | Jules-Guesde (boulevard) 87     | 48° 17′ 01″ nord, 4° 05′ 06″ est | « PA10000012 » | 2001 | Église Notre-Dame des Trévois            |